# Chloridolum vittigerum
Chloridolum vittigerum är en skalbaggsart som beskrevs av Bates 1879. Chloridolum vittigerum ingår i släktet Chloridolum och familjen långhorningar. Inga underarter finns listade i Catalogue of Life.